# Ford C-Max Energi

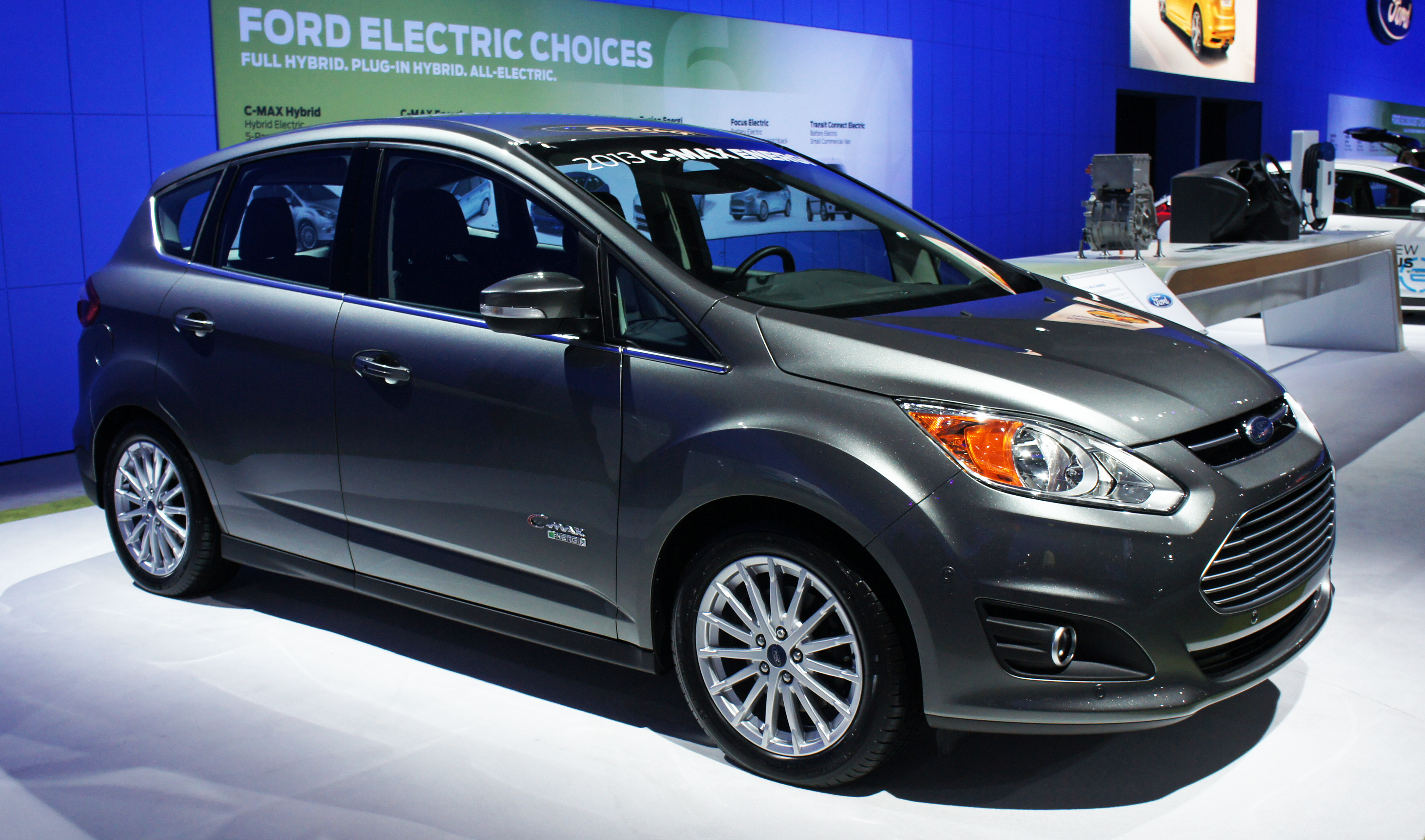
Ford C-Max Energi híbrido eléctrico enchufable exhibido en el Washington Auto Show de 2012.

El Ford C-Max Energi es un vehículo híbrido eléctrico enchufable desarrollado por Ford Motor Company lanzado en Estados Unidos en octubre de 2012. Hasta noviembre de 2012 las ventas acumuladas alcanzaron 1.403 unidades, con lo cual se ubicó como el cuarto vehículo eléctrico enchufable más vendido durante ese mes en los Estados Unidos., además de ser el vehículo híbrido eléctrico más vendido de Ford.
El C-Max Energi funciona con un motor de gasolina de 2,0 litros de cilindrada y un motor eléctrico alimentado por una batería de iones de litio capaz de almacenar hasta 7,6 kWh de energía, la cual permite una autonomía es de 34 kilómetros en modo exclusivamente eléctrico. La Agencia de Protección Ambiental de los Estados Unidos (EPA) estableció que la economía de combustible en modo eléctrico es de 100 millas por gallón de gasolina equivalente (MPG-e) (2.4 L/100 km) en operación combinada, 108 MPG-e (2.2 L/100 km) para ciudad y 92 MPG-e (2.6 L/100 km) en carretera. Operando en modo híbrido, la EPA estableció una economía de combustible de 43 millas por galón (5.5 L/100 km).
En Europa, será fabricada en Valencia.

## Precio
La Ford C-Max Energi tiene un precio de 29.995 dólares, después de ayudas, 22.980 euros, una cifra por debajo del Prius enchufable y del Chevrolet Volt.

### Híbridos enchufables
- BYD F3DM
- Chevrolet Volt
- Ford C-Max
- Fisker Karma
- Honda Accord
- Opel Ampera
- Toyota Prius Plug-in Hybrid

### Otros
- Nissan Leaf